# Gabrielle Castelot
Pour les articles homonymes, voir Castelot.
Gabrielle Alice Castelot, née le 8 janvier 1888 à Anvers et morte en 1968 à Cannes, est une poétesse et journaliste belge de langue française.
Elle a aussi écrit sous les noms de plume de Guy Harveng et Sorella.

## Biographie
Gabrielle Alice Castelot est la fille unique de Georges Castelot, riche négociant, raffineur de sucre d'Anvers, et d'Alice Schmidt, née en Allemagne, à Mayence. Elle épouse le 29 mai 1906 Paul Storms, né à Anvers le 18 octobre 1878. Le couple a deux enfants, nés également à Anvers, l'historien André Castelot, en 1911, et le comédien Jacques Castelot, en 1914. La famille se réfugie en France à l'automne 1914. Gabrielle Storms-Castelot vit en 1916 et 1917 dans un hôtel d'Arcachon avec ses enfants et sa belle-mère.
D'autres sources donnent faussement comme nom de jeune fille celui de Lesfort.
Séparée de son mari, elle vit en France, en région parisienne. Elle rencontre en 1915 le peintre français Maurice Chabas et devient son amie intime. Une fille naît de cette union, Germaine Chanteaud-Chabas. Son amant illustre son premier ouvrage, une étude poétique spiritualiste et mystique, en prose, publié en 1922, Flamme divine. Ses poèmes sont récités par des comédiens lors de manifestations artistiques à Paris.
Elle est critique d'art à la Revue franco-belge, donne quelques articles au quotidien parisien  Comœdia . Elle obtient la croix de chevalier de la Légion d'honneur en 1934, décernée par le ministère des Affaires étrangères. Elle l'a obtenue pour son œuvre d'écrivaine et pour les services rendus pendant la guerre aux artistes mobilisés. Cette même année, elle blesse mortellement au volant de sa voiture une aristocrate, la comtesse de Revel, âgée de 62 ans, qui traversait une rue à Versailles.
C'est aussi à Versailles qu'elle fait la connaissance de l'écrivain Alphonse de Châteaubriant, marié, de dix ans son aîné. Elle devient à la fois sa maîtresse, sa collaboratrice et son égérie. Son fils André devient un temps le secrétaire particulier de son amant. Elle tient un salon, que fréquentent des auteurs comme Jean Cocteau. Châteaubriant préface son recueil de poésie publié en 1936, Les Trois Roses.
Après l'arrivée au pouvoir d'Adolf Hitler, elle entretient une correspondance et des relations avec des Allemands nazis convaincus, devient nationale-socialiste, visite l'Allemagne avec son compagnon, donne un article à Comoedia en 1935 relatant ses impressions. Son amant, également fasciné par l'Allemagne d'Hitler, devient un des hérauts de la réconciliation franco-allemande à partir de 1936 ; elle informe ses correspondants allemands des efforts entrepris par son compagnon pour gagner à leur cause des soutiens en France. Elle s'est démenée pour qu'Hitler le rencontre, d'abord sans succès. Châteaubriant et Gabrielle Castelot finissent par rencontrer le dirigeant nazi le 13 août 1937. Ou bien le 13 août 1938 ?
En juillet 1940, sous l'Occupation, elle devient secrétaire générale de la direction de La Gerbe, hebdomadaire politique et littéraire collaborationniste fondé par Châteaubriant. Elle y signe des articles sous le pseudonyme de Guy Harveng. Elle tient d'abord la rubrique « L'Écran du monde » puis publie ensuite des reportages qui ont souvent pour cadre l’Allemagne hitlérienne. Son fils André collabore également à La Gerbe. En 1942, elle cosigne sous le nom de Guy Harveng un manifeste des intellectuels français contre les crimes britanniques, manifeste anglophobe et collaborationniste protestant contre un raid aérien britannique ayant frappé Paris dans la nuit du 3 au 4 mars, à l'instar de Châteaubriant et d'autres ténors de la collaboration. Elle donne également des cours hebdomadaires et gratuits sur « l'Allemagne nouvelle » au Centre des hautes études sociales.
Après la guerre, elle vit auprès de Châteaubriant, réfugié en Autriche à Kitzbühel sous un nom d'emprunt, mort en 1951.
Sous un pseudonyme, elle fait publier en France en 1962 avec l'aide de la veuve de Romain Rolland des lettres qu'échangèrent ce dernier et Châteaubriant.

## Publications
- Flamme divine, éditions de la Revue contemporaine, 1922, 334 p., préface d'Édouard Schuré et illustrations par Maurice Chabas
- Les Trois Roses, Paris, Albert Messein, 1936, 256 p. ; préface d'Alphonse de Châteaubriant
- Sorella (pseudonyme), Histoire d'une amitié : nombreux textes inédits de Romain Rolland et d'Alphonse de Châteaubriant, Perrin, 1962, 311 p.